# Emi (新潟県出身の歌手)
Emi（えみ、1月19日生）は、新潟県魚沼市出身の女性シンガーソングライター。
2006年に行われた全国オーディション「BRIGHTEST NEW STARS」グランプリ獲得と同時に本格的に音楽活動を始める。2007年にCrescent moon labelより1枚目のアルバム『虹色兼美〜music pocket〜』を発売後、現在までに3枚のアルバムと2枚のシングルをリリースしている。ダンスを取り入れたダンスナンバーでの"魅せる"ステージと、ピアノ弾き語りでの"聴かせる"ステージの両方でライブ活動を行う。

## 人物
地元である新潟での活動も幅広く、ラジオなどにも不定期で出演しているほか、南魚沼市のイベントにも毎年ゲスト出演している。渋谷O-EASTなどへの出演経験もあり、現在は、渋谷・新宿を中心にライブ活動を行う。2009年11月22日には新宿RUIDO K4にて自身初のワンマンライブを行った。
彼女が産む楽曲のテーマは「愛」と「繋がり」。彼女の作る詞は嘘がなく、まるで日記のよう。パワフルでいながら、時に優しい歌声で真実の歌を歌う。人との繋がりを大事にする彼女の周りにはいつも沢山の人が集まり、幅広い年齢層の人々に愛され、そこにはいつも笑顔があふれている。

## ディスコグラフィー

### シングル
| 枚 | 発売日         | タイトル                | 収録曲                                           |
| -- | -------------- | ----------------------- | ------------------------------------------------ |
| 1  | 2007年7月26日  | 空の音 風の色 君の声    | 1. 空 2. つま恋 3. You're not alone（ピアノVer） |
| 2  | 2008年10月25日 | いつかきっと/君のために | 1. いつかきっと 2. 君のために                    |

### アルバム
| 枚 | 発売日         | タイトル                  | 収録曲                                                                                                 |
| -- | -------------- | ------------------------- | --- |
| 1  | 2006年10月29日 | 虹色兼美 〜music pocket〜 | 1. Answer 2. 運命の地図 3. Zutto 4. You're not alone 5. Wait 4 U 6. 泣かないで 7. Futurity             |
| 2  | 2008年3月26日  | ONE LOVE                  | 1. Melty Night 2. はやとちり 3. ホタル 4. trace of snow 5. You're not alone 6. depend on U 7. One Love |
| 3  | 2010年4月7日   | To Believe                | 1. meant to be... 2. ダリア 3. 君と未来へ 4. 春音-カノン- 5. For dear 6. amaoto 7. To Believe          |

着うた配信
「mero.jpうたフル」より
- One Love
- trace of snow
- Melty Night

の3曲を独占配信中。
「レコチョク」では全曲ダウンロード可能。

## その他参加作品
オンラインゲーム「D-Moment〜巨大地震編〜」
2009年12月20日 スクウェアエニックスグループ/株式会社SGラボ
※現在はAmazonにて取り扱い中
テーマソング「Sky」（CDとしては未発表）をEmiが担当。販売金額の20%を義援金としてイタリア中部地震の被災地に寄付する支援キャンペーンに参加している。
「10月のおわりに」/小野一樹
2008年10月26日 CRES-0008 Crescent moon label 小野一樹 
同レーベル小野一樹の1枚目のアルバム『10月おわりに』の「For dear」にゲストボーカルとして参加している。また自身の3枚目のアルバム『To Believe』には「For dear」に新しく歌詞をつけなおし、カバー曲として収録されている。
「The R☆D☆5」
2008年9月24日 DEDE-1001 R☆D☆5 
レースクイーンユニットR☆D☆5の1枚目のアルバム。「What's up Baby」「Summer」「Jump up」の歌詞をEmiが担当している。
「ICERIBBON」
2007年9月8日 発売元：neoplus entertainment ICERIBBON 
プロレス団体「アイスリボン」のコンピアルバムに「Future Star」で参加している。またEmiの歌う「Future Star」は曲タイトルと同名のイベント『Future Star』の大会テーマ曲として使われている。